# Disforia
La disforia (del griego δύσφορος (dysphoros), de δυσ-, difícil, y φέρω, llevar) se caracteriza generalmente como una emoción desagradable o molesta, como la tristeza (estado de ánimo depresivo), ansiedad, irritabilidad o inquietud. Es el opuesto etimológico de la euforia.
La disforia se refiere sólo a un desarreglo de las emociones. Se puede experimentar en respuesta a acontecimientos vitales ordinarios, como la enfermedad o el duelo. Además, es un rasgo de muchos trastornos psiquiátricos, como los trastornos por ansiedad y los trastornos del estado de ánimo. La disforia se experimenta normalmente durante episodios depresivos. Las personas con trastorno bipolar pueden también experimentarla durante los episodios maníacos o hipomaníacos. La disforia, en el contexto de un trastorno de las emociones, es un indicador de riesgo elevado de suicidio.
La disforia se puede inducir químicamente mediante sustancias agonistas del receptor kappa de los opioides.La disforia también es uno de los síntomas de la hipoglucemia.

## Afecciones que cursan con disforia
Las siguientes afecciones tienen a la disforia como uno de sus principales síntomas:
- Depresión clínica (unipolar) y distimia
- Síndrome premenstrual
- Trastorno bipolar, anteriormente conocido como trastorno maníaco-depresivo.
- Trastorno de ansiedad generalizada
- Trastornos de la personalidad como el trastorno límite de la personalidad y el trastorno de personalidad por evitación
- Síndrome de abstinencia
- Síndrome de Asperger
- Trastorno por déficit de atención con hiperactividad
- Trastorno dismórfico corporal
- Esquizofrenia
- Disforia de género